# Hohehaus
Hohehaus ist ein Ortsteil der Stadt Marienmünster im Kreis Höxter, Nordrhein-Westfalen. In Hohehaus leben heute 149 Einwohner. Die Grund- und Hauptschule befindet sich in Vörden. Kinder die die Realschule oder das Gymnasium besuchen, finden entsprechende Lehranstalten in Brakel, Nieheim, Höxter oder Steinheim vor.

## Geschichte

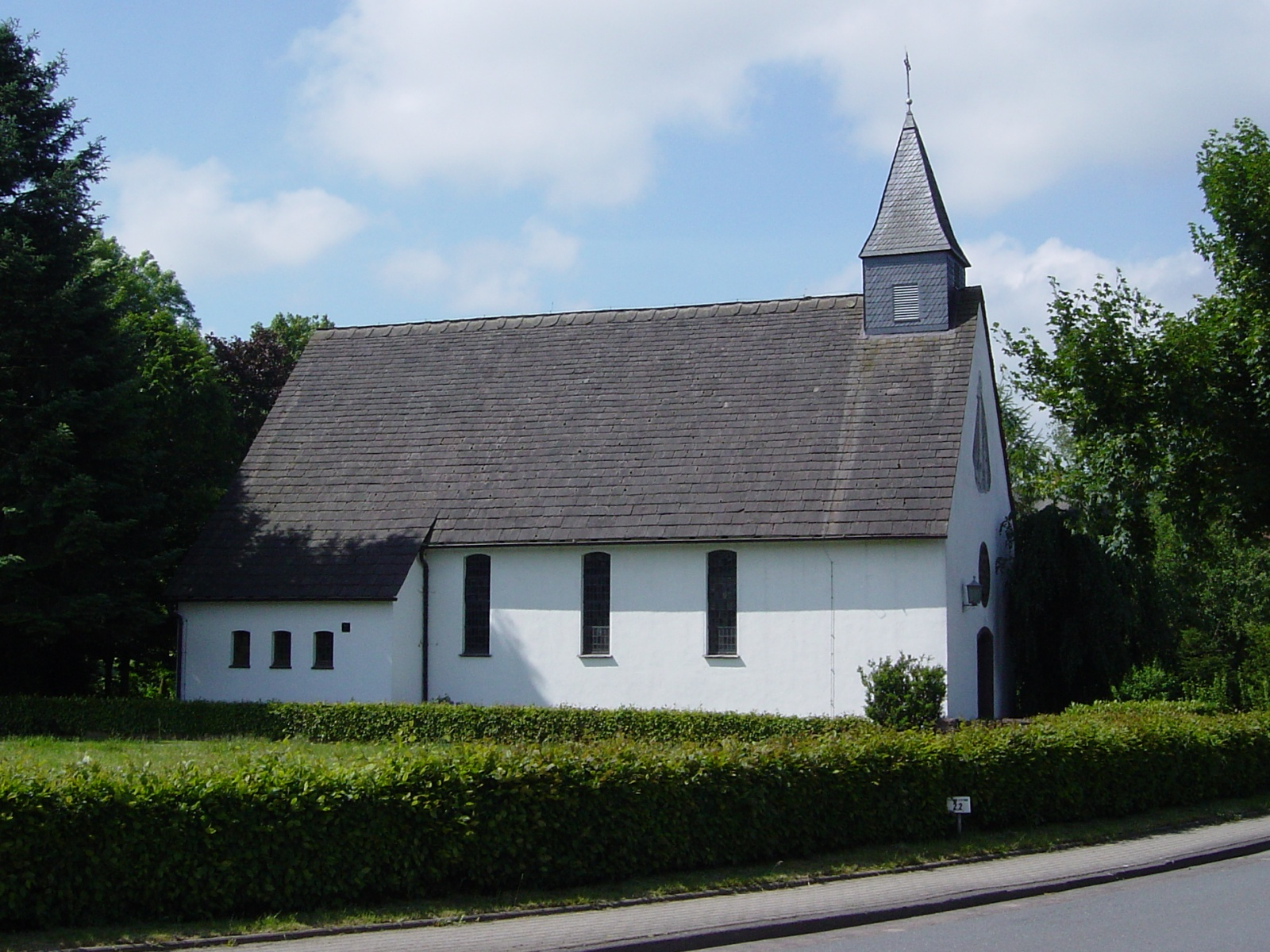
Kirche in Hohehaus

Die Ortschaft Hohehaus geht auf den früheren Ort Dungen zurück. Dungen wird bereits um 825 in den Corveyer Traditionen, den Güterschenkungsregistern des Klosters, genannt. Das Kloster Corvey erhielt damals mehrere Schenkungen und besaß hier einen Haupthof, zu dem 22 Hufen Land gehörten. Neben Corvey muss auch die Abtei Marienmünster hier schon sehr früh Besitzungen erworben haben, weil Abt Hermann von Mengersen 1339 die Hälfte seiner dortigen Einkünfte den Herren von Everstein und dessen Sohn Otto auf sechs Jahre übergab, um den dortigen Klosterbesitz zu schützen und zu verteidigen. 1360 sind die Corveyer Güter mit dem Kirchenlehen als Besitz des Grafen Hermann von Pyrmont nachgewiesen. Dieser übergab sie nun als direkte Lehen an die Familie von Kanne.
Zwischen dem Grafen von Pyrmont und dem Kloster Corvey entstand um das 16. Jahrhundert ein Grenzstreit, der am 15. Juni 1535 dahingehend geschlichtet wurde, dass Dungen an die Familie Kanne fiel. 1595 wird Dungen noch als Dorf genannt. In einer Urkunde von 1602 tritt ein neuer Ortsname auf, indem es dort heißt: Dorf zu Dungen, so itzo dat Hagehauß genannt. Dies bedeutet so viel wie Dungen, das Haus im Walde. Später wurde nur noch die Bezeichnung Hagehaus verwendet und nach 1660 erscheint ausschließlich die heutige Bezeichnung Hohehaus.
Hohehaus hatte gemeinsam mit Löwendorf unter den Folgen diverser kriegerische Auseinandersetzungen besonders stark zu leiden. Hier sind die Eversteiner Fehde (1403–1407), der Dreißigjährige Krieg (1618–1648) und der Siebenjährige Krieg (1756–1763) zu nennen, die fast zur vollständigen Zerstörung der Orte führten.
Der Ort gehörte seit dem Mittelalter zum paderbornisch-lippischen Samtamt Oldenburg. Hohehaus fiel 1807 an das Königreich Westphalen und gehörte dort bis 1813 zum Kanton Vörden im Distrikt Höxter des Departements der Fulda. Nach der napoleonischen Niederlage kam Hohehaus 1813 zu Preußen und 1816 zum neuen Kreis Höxter, in dem die Gemeinde zum Amt Vörden gehörte. Hohehaus wurde durch das Gesetz zur Neugliederung des Kreises Höxter vom 2. Dezember 1969 zum 1. Januar 1970 mit den anderen zwölf Gemeinden des Amtes Vörden zur neuen Stadt Marienmünster zusammengeschlossen.

## Einwohnerentwicklung
- 1961: 177 Einwohner
- 1969: 200 Einwohner
- 2001: 210 Einwohner
- 2003: 217 Einwohner
- 2005: 210 Einwohner
- 2009: 195 Einwohner
- 2015: 166 Einwohner
- 2020: 149 Einwohner

## Politik
Der Ortsvorsteher von Hohehaus ist Josef Schwarze (Stand 2024).

## Kapelle
Die in den Jahren 1877/78 erbaute Kapelle wurde der Heiligen Jungfrau Maria Maria im Schnee geweiht. Seit 1953 gibt es einen Neubau der Kapelle.

## Regelmäßige Veranstaltungen
Das Schützenfest der St.-Michael-Schützenbruderschaft wird alle zwei Jahre ausgetragen.

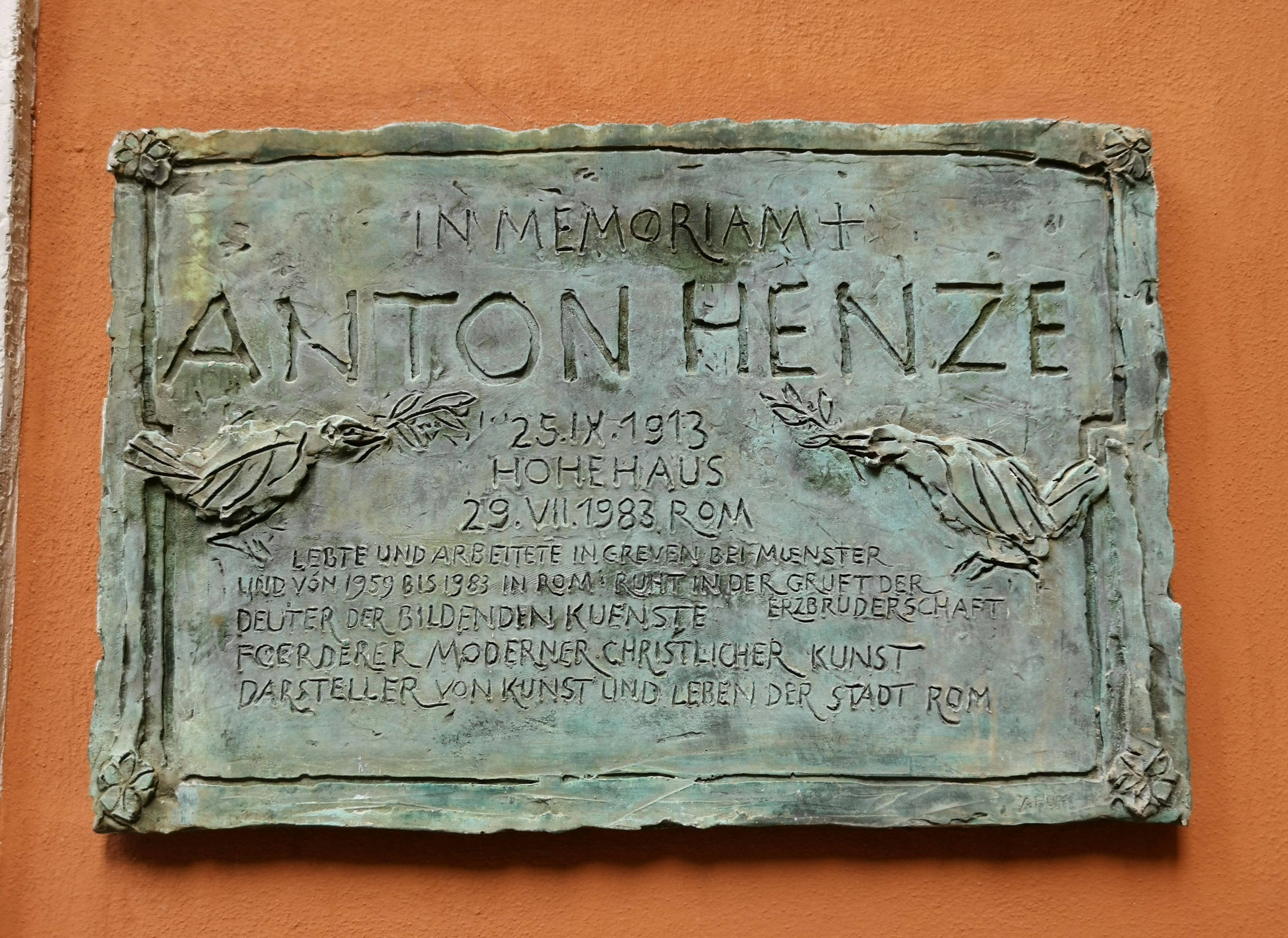
Gedenktafel für Anton Henze auf dem Campo Santo Teutonico in Rom

## Persönlichkeiten
- Anton Henze (1913–1983), Kunsthistoriker und Kulturjournalist, in Hohehaus geboren